# Jan Smolík
Jan Smolík, né le 24 décembre 1942, à Lipník nad Bečvou en Tchécoslovaquie, est un coureur cycliste tchécoslovaque, qui a remporté en 1964 la Course de la Paix. Smolik est sociétaire au club cycliste local du Dukla Brno.
Coureur longiligne (1,79 m), il crée la surprise en 1964 en remportant la plus importante épreuve cycliste de l'Est européen. Jusqu'alors la Tchécoslovaquie n'avait triomphé qu'en une seule occasion dans cette course dont sa Fédération cycliste (et le journal du Parti Communiste tchécoslovaque Rudé Právo) était coorganisatrice depuis l'origine. La victoire de Jan Veselý en 1949, avait élevé celui-ci au rang de sportif national. Mais elle demeurait unique quand le 9 mai 1964 la Course de la Paix prenait son essor à Varsovie. Vesely, comme son compatriote Vlastimil Ruszika, avaient accumulé des succès aux étapes, des places d'honneur, mais ils n'avaient pu conclure par un autre succès final, faute probablement du soutien d'une équipe assez forte pour concurrencer les Allemands de la RDA et les soviétiques. Smolik est sociétaire au club cycliste local du Dukla Brno.

## Victoire de 1964 dans laCourse de la Paix
Jan Smolík n'a pas un palmarès énorme avant sa victoire. L'année précédente il terminait sa première participation à la Course par une modeste 38e place...Il avait également pris le départ du troisième Tour de l'Avenir, mais il en avait été éliminé lors de l'étape de haute montagne, Courmayeur-Chamonix. Pourtant dès la première étape disputé en circuit autour de la capitale polonaise, il montre un bon état de forme en s'adjugeant la seconde place. Au soir de la quatrième étape, il s'empare du maillot de leader, dont il dépossède l'allemand Dieter Mickein, et ne s'en sépare plus jusqu'à l'arrivée de la course le 24 mai à Prague. Entre-temps il remporte trois victoires d'étapes. L'équipe tchécoslovaque ne termine qu'en quatrième position du challenge des équipes mais remporte deux autres succès d'étapes (Victoires de Ladislas Heller et de Pavel Dolezel). Jan Smolík, 21 ans et demi, laisse son second, l'allemand de l'Est Gunther Hoffmann, à plus de 7 minutes.

## Palmarès
- 1962
  - Course "Autour de la Tchécoslovaquie"[1]
  - 2e de Brno-Bratislava-Brno

- 1963
  - "Autour de la Tchécoslovaquie 
  - Prague-Karlovy Vary-Prague[2]
- 1964
  - Course de la Paix
    - Classement général
    - 5e, 7e et 8e étapes
- 1965
  -  Champion de Tchécoslovaquie sur route
  -  2e du Grand Prix cycliste de L'Humanité
- 1966
  - 11e étape de la Course de la Paix
  - Grand Prix cycliste de L'Humanité
  - 9e de la Course de la Paix
- 1967
  - 1re et 3e étapes de la Course de la Paix
  - 2e étape du Tour d'Autriche
  - 4e de la Course de la Paix
  - 4e du Tour d'Autriche
- 1968
  - 2e étape de la course Vienne-Grabenstein-Gresten-Vienne[3]
- 1969
  - 4e de Vienne-Grabenstein-Gresten-Vienne
- 1971
  - Tour de Bohême[4]
  - 9e de la Milk Race

### Autres classements
- Championnats du monde sur route (amateurs)
  - 1967 : 45e
  - 1971 : 21e

- Championnats du monde des 100 km par équipes
  - 6e en 1966 avec l'équipe de Tchécoslovaquie ( + Daniel Gráč, Miloš Hrazdíra, Jan Wenczel).
  - 11e en 1969 avec l'équipe de Tchécoslovaquie (+ Jiří Mainuš, Alex Svoboda, Karel Vavra).

### aux Jeux olympiques
- Épreuve individuelle sur route
  - 1964 : 71e
  - 1968 : 23e

### RécapitulatifCourse de la Paix
- 1963 : 38e
- 1964 : 1er
- 1965 : 49e
- 1966 : 9e
- 1967 : 4e
- 1970 : 14e